# Фарбопульт

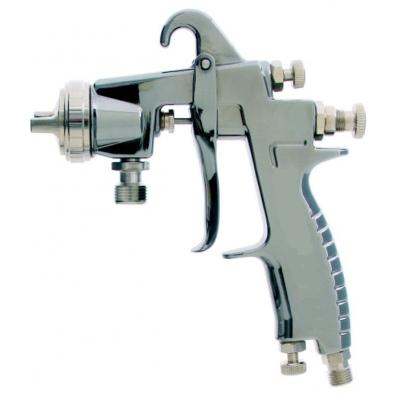

Фарбопульт, Фарборозпилювач — важливий і точний інструмент технології фарбування, від роботи якого в першу чергу залежать якість одержуваного лакофарбового покриття і економічність витрачання лакофарбового матеріалу. Зручне розташування пістолета в руці, легкість включення, наявність всіх необхідних регуляторів і простий доступ до них, використання в конструкції корозійностійких і зносостійких матеріалів, наявність ЗІП дозволяють застосовувати фарбопульт протягом тривалого часу без ремонту і заміни ремкомплекта.
Фарбопульт значно полегшує виконання фарбування, і служить найкращою можливістю провести роботи, як простими акриловими фарбами, металіками, так і іншими лакофарбовими матеріалами. Фарбопульт примітний тим, що допомагає маляру нанести фарбу або лак рівномірним шаром.